# San Ysidro (Nouveau-Mexique)
Pour les articles homonymes, voir San Ysidro.
San Ysidro est un village de l'État américain du Nouveau-Mexique, situé dans le Comté de Sandoval. Selon le recensement de 2010, sa population est de 193 habitants.